# لئونورا بلانش الین
لئونورا بلانش «نورا» لانگ (Leonora Blanche "Nora" Lang) (با نام تولد الین Alleyne) (۸ مارس ۱۸۵۱–۱۰ ژوئیه ۱۹۳۳) نویسنده، ویراستار و مترجم انگلیسی بود. او بیشتر به عنوان مترجم، همکار و نویسندهٔ کتاب‌های پریان لانگ که توسط همسرش اندرو لانگ منتشر می‌گشت، شناخته شده‌است.
تألیف و ترجمه کتاب‌های پریان لانگ، اغلب به اشتباه، به تنهایی کار اندرو لانگ عنوان شده‌است؛ نام نورا لانگ برروی جلد کتاب‌ها نیز نیامده است و اندرو لانگ به عنوان ویراستار تمامی جلدها معرفی شده‌است. این در حالی است که اندرو لانگ در مقدمه کتاب پریان ارغوانی (جلد دوازدهم و آخرین کتاب مجموعهٔ کتاب‌های پریان لانگ) برای تشکر گفته‌است: کتاب‌های پریان به‌طور کامل، کار خانم لانگ می‌باشد که داستان‌ها را از زبان‌های فرانسوی، آلمانی، پرتغالی، ایتالیایی، اسپانیایی، کاتالان و دیگر زبان‌ها ترجمه و اقتباس کرده‌است.